# Synagoga w Husiatynie
Synagoga w Husiatynie (ukr. Cинагога y Гусятинi) – bóżnica w byłem mieście Husiatynie (obecnie osiedle typu miejskiego, siedziba rejonu husiatyńskiego w obwodzie tarnopolskim na Ukrainie) przypuszczalnie pochodząca z okresu renesansu, obecnie ulega stopniowej dewastacji (po zlikwidowaniu Husiatyńskiego Rejonowego Muzeum Krajoznawczego). 

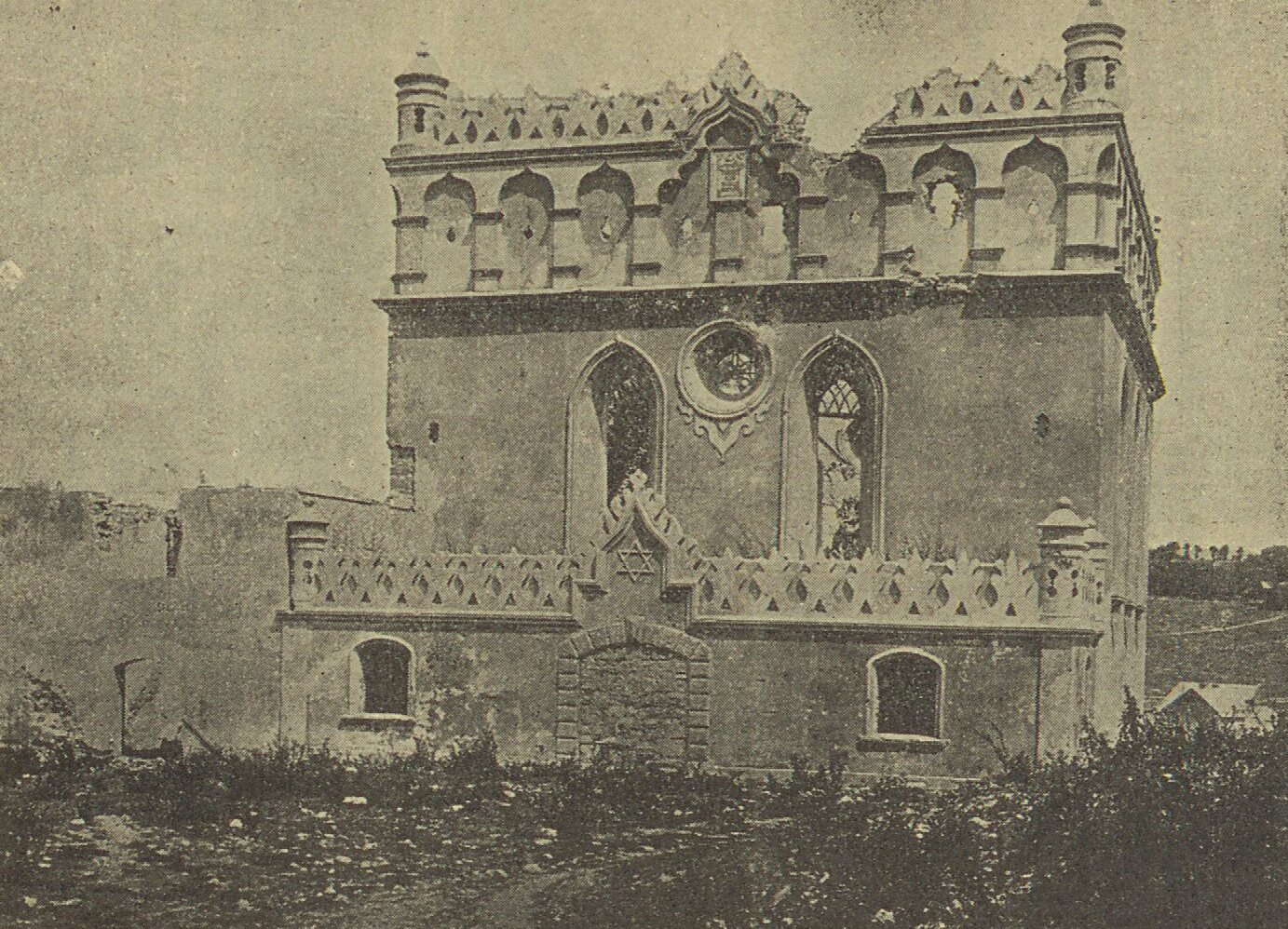
Widok synagogi przed 1936

Została zbudowana na przełomie XVI wieku i XVII wieku jako obiekt obronny na planie kwadratu, później wielokrotnie przebudowywana – wzbogaciła się m.in. o gotyckie okna oraz jedno- i trzybalkonowe dobudowy.
Istniejąca do dzisiaj obronna synagoga powstała w Husiatynie po 1683 roku, w okresie gdy miasto było własnością Potockich, być może po przebudowie starej renesansowej synagogi. Budowie sprzeciwiał się biskup kamieniecki Wacław Hieronim Sierakowski, jednak ówczesny właściciel Husiatyna Antoni Michał Potocki nie uznał jego prawa do ingerowania w sprawy prywatnego miasta.
W czasie I wojny światowej synagoga uległa uszkodzeniu, jednak po wojnie ją odnowiono. W latach 70. XX wieku przeszła renowację, przez co straciła nieco zabytkowych elementów. Do połowy lat 90. działało w niej muzeum, zamknięte z braku funduszy; obecnie budynek jest opuszczony.